# Gulbröstad lövsalsfågel
Gulbröstad lövsalsfågel (Chlamydera lauterbachi) är en fågel i familjen lövsalsfåglar inom ordningen tättingar.

## Utbredning och systematik
Gulbröstad lövsalsfågel delas in i två underarter:
- C. l. lauterbachi – förekommer på östra Nya Guinea (från Raumflodens dalgång österut till Huonhalvön, möjligen också till östra Sepikfloden och Baiyerfloden)
- C. l. uniformis – förekommer på centrala Nya Guinea (från Siriwofloden öster om Geelwink Bay österut till Sepikfloden)

## Status och hot
Arten har ett stort utbredningsområde, men tros minska i antal, dock inte tillräckligt kraftigt för att den ska betraktas som hotad. Internationella naturvårdsunionen IUCN listar arten som livskraftig (LC).

## Namn
Fågelns vetenskapliga artnamn hedrar Carl Adolf Georg Lauterbach (1864-1937), tysk botaniker, upptäcktsresande och samlare av specimen.